# Paragyrodon
Paragyrodon, es un género de hongos basidiomiceto de la familia Paxillaceae. Se trata de un género monotipo, que contiene la única especie Paragyrodon sphaerosporus.